# توريث (أحياء)
الوراثة أو التوريث (بالإنجليزية: heredity)‏ هو انتقال الصفات الجسمية في الكائنات الحية من الكائنات إلى نسلهم. وهو يتم عن طريق مشاركة النسل للشيفرة الوراثية للآباء من خلال أنصاف الشفيرات الوراثية من الأم، وأنصاف الشفيرات الوراثية (كروموسومات) من الأب. يحدث هذا التلاحم عند اتحاد الحيوان المنوي من الأب ببويضة الأم.

## نظرة عامة
في البشر، يُعتبر لون العين من الصفات الموروثة: حيث يرث الفرد لون العين البني من أحد الوالدين. تتحكم الجينات في الصفات المتوارثة، وتسمى المجموعة الكاملة من الجينات في المحتوى الوراثيّ للكائن باسم النمط الجيني. تُسمى المجموعة الكاملة من الصفات القابلة للملاحظة في بناء وسلوك الكائن باسم النمط الظاهريّ. تنشأ تلك الصفات من التفاعل بين النمط الجينيّ والبيئة. نتيجةً لذلك، لا يرث الكائن عددًا من الأنماط الظاهريّة. على سبيل المثال، يظهر تسمُّر البشرة من التفاعل بين ضوء الشمس والنمط الظاهريّ للفرد، وبالتالي فإن التسمُّر لا يورَّث إلى الأبناء. إلا أن بعض الناس يسهل تسمُّرهم عن غيرهم بسبب الاختلافات في النمط الجينيّ. من الأمثلة الصارخة على ذلك، الناس الوارثون لصفة الألبينيّة الذين لا يتسمَّرون على الإطلاق بل يعانون الحساسيّة من الحرق الشمسيّ.
تنتقل الصفات القابلة للوراثة من جيل لآخر خلال الحمض النووي الريبوزي منقوص الأكسجين (الدنا)؛ وهو الجزئ الذي يُشفِّر المعلومات الوراثيّة. الدنا هو مبلمر يحتوي على أربع أنواع من القواعد تتغير مع بعضها البعض. يحدد تسلسل القواعد عبر جزئ الدنا المعلومات الوراثيّة، كما تتحدد الكلمة بتسلسل الحروف المُشكِّلة لها. قبل أن تنقسم الخلية ميتوزيًّا، يُنسخ الدنا حتى ترث كل خلية من الخلايا الناتجة نسخة من الدنا. يُسمى الجزء من الدنا الذي يحدد وحدة وظيفيّة مفردة باسم الجين، تتكون الجينات المختلفة من قواعد متسلسلة بصورة مختلفة. يُشكِّل شريط الدنا المُكثَّف في الخلايا ما يُعرف بالكروموسومات. ترث الكائنات المواد الوراثيّة من الآباء في شكل الكروموسومات المتماثلة، المحتوية على خليط فريد من تسلسلات الدنا التي ترمز للجينات. يُعرف الموقع المحدد على تسلسل الدنا في الكروموسوم باسم الموقع الكروموسوميّ. إذا اختلف تسلسل الدنا عند موقع كروموسوميّ معيَّن بين الأفراد، فإن الأشكال المختلفة لهذا التسلسل تُدعى أليل. قد يتغير تسلسل الدنا خلال الطفرات، منتجًا أليلًا جديدًا. إذا حدثت طفرة في جين ما، ربما يؤثِّر الأليل الجديد على الصفة التي يتحكم بها الجين، مما يغير النمط الظاهريّ للكائن.
لا يحدث هذا التوافق البسيط بين الأليل والصفة في كل الحالات، حيث إن أغلب الحالات أكثر تعقيدًا من ذلك وتتحكم بها عدة جينات. يقترح علماء الأحياء النمائيّة أن التفاعلات المعقَّدة في الشبكة الوراثيّة والتواصل بين الخلايا قد يؤدي إلى تغيُّرات قابلة للوراثة، والتي تقوم عليها ميكانيكيات اللدونة النمائيّة والاستقناء.
تؤكِّد النتائج الحديثة على بعض الأمثلة المهمة عن التغيُّرات القابلة للوراثة التي لا يمكن شرحها عن طريق الدنا بصورة مباشرة. تُصنَّف تلك الظواهر في علم التخلُّق للنظم الوراثيّة التي تتطور بصورة مستقلة أو سببيّة على الجينات. لا يزال البحث العلميّ عن أنماط وآليات الوراثة التخلُّقيّة في المهد، إلا أن هذا المجال قد جذب الكثير من النشاط لأنه يوسِّع من منظار الوراثة والأحياء التطوريّة في العموم. من الاكتشافات التي تميَّز بها علم التخلُّق كل من مثيلة الحمض النوويّ الريبوزيّ المنقوص الأكسجين، وإسكات الجينات بتداخل الحمض النووي الريبوزيّ والتركيب ثلاثيّ الأبعاد للبروتين.
يمكن أن يحدث التوريث على مدى أوسع. على سبيل المثال، التوريث البيئيّ خلال عملية بناء الموطن تُعرَّف بأنها الأنشطة المنتظمة والمتكررة للكائنات في بيئاتها. يؤلِّد ذلك تركة من التأثيرات التي تعدِّل عملية الانتقاء للأجيال القادمة. يرث السُّلان الجينات علاوة على السمات البيئيّة المولَّدة بفعل المؤثرات البيئيّة على الأسلاف. من الأمثلة الأخرى عن الوراثة في التطور التي تقع تحت التحكُّم الكامل للجينات وراثة الصفات الثقافيّة والاصطفاء الزمريّ والنشوء التعايشيّ. تُغطى تلك الأمثلة عن التوريث فوق الجينيّ تحت بند الاصطفاء التراتبيّ، وهو مجال خضع للعديد من الجدالات خلال تاريخ علم التطور.

## العلاقة بنظريّة التطوُّر
عندما وضع تشارلز داروين نظريته في التطور عام 1859، كانت مشكلة إيجاد آليّة مقبولة للتوريث إحدى أكبر المشاكل التي واجهته. اعتقد داروين بالتوريث المزجيّ وتوريث الصفات المكتسبة (شمولية التخلق). إلا أن التوريث المزجيّ سيؤدي إلى وحدة عبر الجماعات خلال أجيال قليلة وبالتالي سيزيل الاختلافات التي سيعمل عليها الانتقاء الطبيعيّ. نحى ذلك بداروين إلى تبني بعض الأفكار اللاماركيّة في الطبعات اللاحقة من أصل الأنواع وأعماله المتأخرة في علم الأحياء. كانت مقاربة داروين الابتدائيّة عن الوراثة هي توضيح كيف تعمل (ملاحظة أن بعض الصفات التي لم تُمثَّل علنًا في الآباء يمكن وراثتها، التأكيد على أن بعض الصفات مرتبطة بالجنس إلخ..) بدلًا من اقتراح آليات للوراثة.
تبنى ابن عم داروين فرانسيس غالتون نموذجه الأوليّ عن الوراثة، ثم عدَّله كثيرًا بعد ذلك، ووضع الإطار العام لمدرسة المقياس الحيويّ في الوراثة. وجد غالتون أنه لا توجد بيِّنة لتدعيم وجهة نظر داروين عن نموذج شموليّة التخلُّق، والذي يعتمد على الصفات المكتسبة.
ظهر أن وراثة الصفات المكتسبة ليس له أساس قوي في ثمانينات القرن التاسع عشر، عندما قام أوغست وايزمان بقطع ذيول الفئران في عدة أجيال ووجد أن النسل استمر في تكوين الذيول.

## صفات الكائنات الحية
أولا- صفات وراثية: هي الصفات القابلة للتوارث والأنتقال بين الأجيال ومنها:
1. صفات كمية: هي الصفات التي تتاثر بعدد كبير من الجينات وتتأثر كذلك بالبيئة مثل وزن الجسم.
2. صفات نوعية: وهي الصفات التي تتاثر بجين أو عدد قليل من الجينات ولا يوجد تاثير للبيئة عليها غالبا مثل لون العيون.

ثانيا- صفات مكتسبة: هي الصفات غير القابلة للتوارث يكتسبها الفرد من البيئة مثل تصفيفة الشعر أو إصابات الكسور.
وقد تم وضع مجموعة من القوانين لدراسة الوراثة منها قوانين مندل وتكرار الجين والجينات المميتة والارتباط الوراثي والطفرات وغيرها.

## مجموعة العوامل الوراثية (Genome)
يمكن تعريفها على أنها التركيبة الكاملة للمعلومات الوراثية (مورثة) على خيطي الـ DNA الخاصة بتكوين الكائن الحي، وتحتوي على البصمات التي تحدد كل مكونات وأنشطة الخلية طوال مدة حياة الكائن الحي، وهذه الشفرات الوراثية موجودة على أشرطة محكمة الحلزونية (tightly coiled threads) من الحمض النووي الريبوزي منقوص الأكسجين (DNA) بالإضافة إلى جزئيات البروتين، واللذان معا يكونان ما يسمى الكروموسومات أو الصبغيات، وعلى هذه الصبغيات توجد المورثات أو الجينات (Genes) وهي التي تحدد كل صفات الكائن الحي.

## وراثة الألبينية
في حالة الألبينية البصرية-الجلدية يتلقى الفرد مورثا ألبينيا من كلا الأبوين. أما عندما يتلقى الفرد مورثا ألبينيا وآخر عاديا فإنه لا تظهر عليه الأعراض الخارجية للحالة ويبقى حاملا للمورث المتنحي. فإذا ما تزاوج فردان حاملان للمورث المتنحي وأنجبا، يكون احتمال أن يكون الوليد ألبينو كنسبة واحد إلى أربعة، ويكون احتمال أن يكون طبيعيا وحاملا للمورث المتنحي هو النصف، ويكون احتمال أن لا يتلقى المولود المورث المتنحي وبالتالي أن يكون سليما وغير حامل كنسبة واحد إلى أربعة.